# Sweet Western Sound
Sweet Western Sound è il ventiseiesimo album in studio da solista della cantante di musica country americana Tanya Tucker. È stato pubblicato il 2 giugno 2023 dall'etichetta Fantasy Records. L'album è stato prodotto da Brandi Carlile e Shooter Jennings ed è il seguito dell'album di Tucker vincitore del Grammy Award nel 2019, While I'm Livin'.

## Rilascio e promozione
Il 21 ottobre 2022, Tucker ha pubblicato il singolo Ready as I'll Never Be per promuovere il documentario The Return of Tanya Tucker. La canzone ha vinto il premio come la migliore canzone originale per un documentario al 13° Hollywood Music in Media Awards.
Tucker è stata annunciata come una dei membri del 2022 nella Country Music Hall of Fame il 3 aprile 2023.
L'album è stato annunciato ufficialmente il 5 aprile 2023, insieme all'uscita del suo primo singolo, "Kindness".
Tucker festeggerà l'uscita dell'album con due spettacoli al Ryman Auditorium di Nashville il 3 giugno e il 4 giugno.

## Tracce
1. Tanya – 0:49 (Billy Joe Shaver, Tanya Tucker)
2. Kindness – 3:21 (Tim Hanseroth, Phil Hanseroth)
3. Breakfast in Birmingham (featuring Brandi Carlile) – 3:30 (Brandi Carlile, Bernie Taupin)
4. Waltz Across a Moment – 4:08 (Shooter, Jennings)
5. Ready as I'll Never Be – 4:01 (Carlile, Tucker)
6. The List – 4:02 (Carlile, Tucker)
7. Letter to Linda – 4:03 (Tucker, Jennings)
8. City of Gold – 3:17 (JT Nero)
9. That Wasn't Me – 3:51 (Carlile P. Hanseroth, T. Hanseroth)
10. When the Rodeo Is Over (Where Does the Cowboy Go?) – 4:02 (Billy Don Burns, Craig Dillingham)